# Teerijärvi (sjö i Kajanaland, lat 64,63, long 28,78)
Teerijärvi är en sjö i Finland. Den ligger i kommunen Hyrynsalmi i landskapet Kajanaland, i den centrala delen av landet, 500 km norr om huvudstaden Helsingfors. Teerijärvi ligger 179,3 meter över havet. Den är 7,9 meter djup. Arean är 1,64 kvadratkilometer och strandlinjen är 6,2 kilometer lång. Sjön  ingår i Uleälvens huvudavrinningsområde. 